# Ria Öling
Ria Öling (Vaasa, 15 september 1994) is een voetbalspeelster uit Finland. Ze speelt als middenvelder voor SC Braga in de Campeonato Nacional.

## Clubcarrière
Öling begon met voetballen bij de lokale amateurclub FC Sport in 2000. Hier voetbalde ze tot 2008 toen ze overstapte naar Vaasa IFK. Voor deze club maakte ze haar debuut in de Kansallinen Liiga. Bij Vaasa IFK was ze actief tot 2013. In 2012 maakte ze een korte uitstap naar PK-35. Op 12 december 2013 werd Öling als nieuwe speelster gepresenteerd bij TPS. Voor deze club kwam Öling in het seizoen 2014 tot 16 competitiedoelpunten, waarna ze uitgeroepen werd tot 'speelster van het seizoen'. In 2017 was Öling een korte periode actief voor het Spaanse Santa Teresa, maar datzelfde jaar keerde ze terug naar TPS.
In januari 2018 tekende Öling een contract bij de Deense Elitedivisionenclub Brøndby IF. Na twee seizoenen in Denemarken vertrok ze naar de Zweedse topclub FC Rosengård. Op 19 oktober 2021 werd ze met de club uit Malmö kampioen van de Damallsvenskan. In mei 2022 tekende Öling een nieuw tweejarig contract bij FC Rosengård tot medio 2024. Ze won op 25 oktober 2022 haar tweede landstitel op rij met de club. In de Champions League haalde Öling met haar club de groepsfase, waarmee ze tweede Finse speelster actief was in deze groepsfase, na Tuija Hyyrynen. Öling kwam op 21 april 2024 in de 43ste minuut van een wedstrijd tegen Kristianstads DFF tot scoren. Na een nieuwe overwinning op Kristianstads DFF op 4 oktober 2024, werd Öling opnieuw kampioen van de Damallsvenskan met FC Rosengård, de derde titel op rij. Öling heeft meer dan 100 wedstrijden gespeeld in de Damallsvenskan.
Öling tekende in januari 2025 een twee en halfjarig contract bij de Engelse Super Leagueclub Crystal Palace FC. Ze maakte haar debuut voor de Londense club door in te vallen in 77ste minuut voor Indiah-Paige Riley in een uitwedstrijd tegen Manchester United WFC. Ondanks haar doorlopende contract verliet Öling de Londense club alweer na een half jaar. Ze tekende een nieuw tweejarig contract bij het Portugese SC Braga.

## Statistieken
| Seizoen | Club              | Land       | Competitie          | Wedstrijden | Doelpunten |
| ------- | ----------------- | ---------- | ------------------- | ----------- | ---------- |
| 2012    | PK-35 Vantaa      | Finland    | Kansallinen Liiga   | 26          | 3          |
| 2014    | TPS               | Finland    | Kansallinen Liiga   | 23          | 16         |
| 2015    | TPS               | Finland    | Kansallinen Liiga   | 23          | 18         |
| 2016    | TPS               | Finland    | Kansallinen Liiga   | 23          | 15         |
| 2017    | TPS               | Finland    | Kansallinen Liiga   | 11          | 12         |
| 2017/18 | Brøndby IF        | Denemarken | Elitedivisionen     | 9           | 5          |
| 2018/19 | Brøndby IF        | Denemarken | Elitedivisionen     | 24          | 12         |
| 2019    | Växjö DFF         | Zweden     | Damallsvenskan      | 15          | 5          |
| 2020    | Växjö DFF         | Zweden     | Damallsvenskan      | 21          | 2          |
| 2021    | FC Rosengård      | Zweden     | Damallsvenskan      | 21          | 5          |
| 2022    | FC Rosengård      | Zweden     | Damallsvenskan      | 26          | 1          |
| 2023    | FC Rosengård      | Zweden     | Damallsvenskan      | 26          | 0          |
| 2024    | FC Rosengård      | Zweden     | Damallsvenskan      | 26          | 5          |
| 2024/25 | Crystal Palace FC | Engeland   | Super League        | 5           | 0          |
| 2025/26 | SC Braga          | Portugal   | Campeonato Nacional | 0           | 0          |
| Totaal  | Totaal            | Totaal     | Totaal              | 279         | 99         |

Laatste update: 14 maart 2025

## Interlandcarrière
Öling maakte haar debuut voor de Finse nationale ploeg in februari 2015 in een wedstrijd tegen Zweden. Eerder was ze als jeugdinternational uitgekomen op het EK -19 in 2013 en het WK -20 in 2014. Öling maakte haar eerste interlanddoelpunt in een EK 2017 kwalificatieduel tegen Montenegro. Haar tweede interlanddoelpunt maakte ze in de 32ste minuut van een wedstrijd tegen Slowakije. In 2019 werd Öling opgenomen in de Finse selectie voor op de Cyprus Women's Cup. Een jaar later was ze opnieuw actief op dit eindtoernooi. Op 21 september 2021 was Öling trefzeker in een kwalificatieduel voor het EK 2022 tegen Slowakije.
In 2022 was Öling met haar land actief op het EK 2022 in Engeland. Ze kwam in alle wedstrijden in actie, maar kon niet voorkomen dat de groepsfase na drie nederlagen het eindstation was voor de Finnen. Een jaar later hadden Öling en haar landgenoten meer succes op de Cyprus Women's Cup die ze voor de eerste keer in de geschiedenis wisten te winnen. Öling liep op 28 oktober 2023 in een interlandwedstrijd tegen een tweede gele kaart aan waardoor ze de volgende wedstrijd geschorst was.
Op 19 juni 2025 werd ze opgenomen in de Finse selectie voor op het EK 2025 in Zwitserland. Hier was de groepsfase het eindstation voor de Finse ploeg.